# 全宇
全 宇(チョン・ウ、전우)は中国人民解放軍及び朝鮮人民軍の軍人。延安派に所属。中国名は陶克夫。

## 経歴
1914年、咸鏡北道穏城に生まれる。琿春で勉学に励むが、1934年、抗日パルチザンの東北抗日連軍に加担。1936年、周保中の推薦で東方勤労者共産大学に留学。1940年、抗日軍政大学東北幹部訓練組に入学。八路軍の部隊で参謀として活動し、後に抗日軍政大学区隊長。1944年10月、朝鮮革命軍政学校第3区隊責任者。
1945年11月、朝鮮義勇軍第5支隊政治部主任、参謀長を歴任。1946年1月に第5支隊は延辺警備第1団と合併して吉東保安軍第15団に改編され、全宇は第15団政治委員に任命。1947年2月、延辺軍分区副司令員。同年10月、吉東軍分区副司令員。1948年1月に独立第6師が編成されると、独立第6師副師長。同年11月に独立第6師は第156師に改称される。
1950年3月、第4野戦軍から朝鮮人部隊を集めて中南軍区独立第15師が編成され、師長に任命される。全宇は第15師を率いて北朝鮮に入国した。同年4月、第15師は第7師団に改編され、全宇が引き続き師団長となった。朝鮮戦争直前に第12師団に改称。
1950年6月、朝鮮戦争が勃発すると第12師団は独立戦車連隊の支援を受けて洪川に侵攻するが攻略が計画通りに進まず、全宇は更迭されて後任に崔春国少将が就任した。後方司令部参謀長、第7軍団第37師団長（1951年）、第6軍団副軍団長を歴任。1956年、第5軍団長。総参謀部作戦局長、総参謀部次長、副総参謀長兼偵察局長を歴任し、上将に昇進した。1959年4月30日、行方不明となった。